# Никола Бакарджієв
Никола Петков Бакарджієв (26 вересня 1881, Велико-Тирново, Болгарія — 21 березня 1954, Софія, Болгарія) — болгарський офіцер (генерал піхоти), начальник штабу армії (26 травня 1926 — 11 січня 1929), а (31 січня 1931 — 16 травня 1934) військовий міністр (11 січня 1929 — 31 січня 1931).

## Біографія
Нікола Бакарджиєв народився 26 вересня у 1881 в Тирново. Закінчив середню школу в своєму рідному місті, потім закінчив Військову школу Його Княжої Високості в якості найкращого учня з 22-го випуску, царським указом № 1 від 1 січня 1901 Ніколу було підвищено до лейтенанта і в тому ж році він призначається в 5-й артилерійський полк в Шумен. Як керівник групи, він отримує винагороду від Фонду генерала Кішельського.
Наприкінці 1903 Нікола здав конкурсний іспит в Торінській академії генерального штабу (Італія) і після успішного закінчення вступив до академії в тому ж році. З відзнакою закінчив її восени 1907. Царським указом № 1 від 1 січня 1904 був зведений в лейтенанти в 1905. Проходив стажування в 63-му піхотному полку в Новій Лігурі, пізніше, в 1906 — в 19-му кавалерійському полку в Мілані.
Царським наказом № 29 від 2 листопада 1907 був призначений старшим ад'ютантом 1-ї бригади 7-ї піхотної рильської дивізії, царським наказом № 1 від 1 січня 1908 командував у Генштабі в якості помічника начальника в секції «Военни съобщения», на царське замовлення № 9 6 вересня 1908 командував у Військовій школі в якості викладача із загальної тактики старшого класу, станом на 23 жовтня царським указом № 37 був призначений капітаном. Наказом № 156 військового відомства від 24 квітня 1909 був направлений на службу в 1-й кінний полк, а в листопаді того ж року був відряджений командиром батареї 5-го артилерійського полку. 20 січня 1910 р. Капітан Бакарджиєв призначений на посаду помічника начальника відділу військової комунікації штабу армії. Був нагороджений Хрестом за незалежність Болгарії в 1908. Вищим указом № 1 від 1 січня 1911 призначений начальником відділу «Строева секция» при організаційно-будівельному відділі

### Балканські війни (1912—1913)
Під час мобілізації армії для участі у Балканській війні (1912–1913), 17 вересня був призначений заступником начальника оперативного відділу штабу діючої армії. Бере активну участь у забезпеченні наступальних дій у Східній Фракії, Македонському військовому театрі та облозі Едірне. Також брав участь у складанні умов для перемир'я. За діяльність помічника начальника штабу 25 лютого 1913 р. наказом армії № 132 був нагороджений кавалерійським хрестом ордена «За військові заслуги» на стрічці. Наказом № 55 від 23 березня 1913 був призначений тимчасовим начальником відділу операцій Діючої армії. 5 серпня 1913 р. вищим указом № 133 Николу підвищено до звання майора. Після закінчення війни брав участь в частині делегації з визначення греко-болгарського кордону і повернувся до Софії наприкінці вересня. Згодом йому пропонують посаду військового аташе в Легіоні в Афінах, але він відмовляється.
Навесні 1914 р. майор Нікола Бакарджиєв одружився з донькою волонтера Михайла Начева — учасника російсько-турецької війни (1877 — 1978) і пораненого в Шейново. За свою діяльність під час Балканських воєн наказом № 221 від 1913 був нагороджений Кавалерійським хрестом Ордена «Святий Олександр» з мечами. 10 листопада 1914, за наказом № 74, нагороджений знаком офіцера за 10-річну відмінну службу. Вищим указом № 33 від 1 липня 1914 року йому було надано двомісячну відпустку в Австро-Угорщині, Швейцарії та Італії, але його відпустка була призупинена через початок Першої світової війни.

### Перша світова війна (1915—1918)
Під час Першої світової війни (1915–1918) очолював оперативну частину штабу діючої армії. 24 березня 1916 призначений командувачем дружиною 1-го піхотного Софійського полку, з яким брав участь у війні з Румунією і при окупації фортеці Тутракан. 25 листопада 1916 переведений на посаду до штабу армії. 16 березня 1917 отримав звання підполковника, а з грудня 1917 — начальник оперативного відділу штабу діючої армії. У квітні 1918 відряджений до Німеччини на Західний фронт.
З 1 листопада 1919 підвищений до звання полковника, а 25 листопада того ж року призначений викладачем у Військову академію і тимчасовим керівником військового відділу історії в штабі армії. Навесні 1920 був командиром 3-го піхотного бдінського полку, а з 1 квітня 1921 був командиром 7-го піхотного рильського полку, а потім — командиром 9-го піхотного пловдивського полку. З 11 серпня 1922 — голова Комісії з військово-історичної справи в штабі армії. З 4 липня 1923 по 26 травня 1926 — голова Другого військового округу в Пловдиві.
6 травня 1926 отримав звання генерал-майора. З 26 травня 1926 по 11 січня 1929 працював начальником штабу армії. З 11 січня 1929 по 31 січня 1931 — військовий міністр у другому і третьому урядах Андрія Ляпчева, але після публічного скандалу зі шпигунською справою подав у відставку і 31 січня 1931 знову був начальником штабу армії. 6 травня 1934, напередодні «перевороту 19 травня» подав у відставку на знак протесту проти призначення голови Військового союзу Атанаса Ватева на пост міністра оборони.
15 травня 1930 Нікола стає генерал-лейтенантом, а 16 травня 1934 — генералом піхоти і звільнений з війська. Співпрацює з Військово-історичною комісією при Генеральному штабі. У 1943 був запрошений на посаду військового міністра, але відмовляється.
Генерал піхоти Нікола Бакарджиєв помер 21 березня 1954 в Софії.

## Нагороди
- Хрест за незалежність Болгарії 1908 (1909)
- Народний орден " За військові заслуги " V ступеня з військовою стрічкою (1913)
- Орден «Святий Олександр» V ступеня з мечами (1913)
- Знак «За 10 років відмінного служіння» (1914)
- Німецький орден «Залізний хрест» II класу (1916)
- Військовий орден «За хоробрість» IV ступеня 1-го і 2-го класу (1917)
- Орден «Залізний хрест» I класу, Німецької імперії (1918)
- Орден «Австрійська королівська військова зірка», Австро-Угорщина (1918)
- Угорська меморіальна медаль, Австро-Угорщина (1918)
- Порядок св. Олександр III (1926)
- Народний орден «За військові заслуги» II ступеня (1927)
- Народний орден «За військові заслуги» I ступеня зі стрічкою (1930)
- Кавалер великого хреста Італійської королівської корони та срібної зірки з діамантами (1930)
- Військовий орден «За хоробрість» III ступеня, 2-й класу
- Орден «Святий Олександр» II ступеня без мечів
- Турецький орден «Залізний півмісяць»